# Флоренс (містечко, Вісконсин)
Флоренс (англ. Florence) — місто (англ. town) в США, в окрузі Флоренс штату Вісконсин. Населення — 2096 осіб (2020).

## Демографія
Згідно з переписом 2010 року, у місті мешкали 2002 особи в 902 домогосподарствах у складі 565 родин. Було 1892 помешкання
Расовий склад населення:
| - 96,9 % — білих - 0,9 % — корінних американців - 0,5 % — чорних або афроамериканців - 0,1 % — азіатів |

До двох чи більше рас належало 1,3 %. Частка іспаномовних становила 0,9 % від усіх жителів.
За віковим діапазоном населення розподілялося таким чином: 17,5 % — особи молодші 18 років, 60,4 % — особи у віці 18—64 років, 22,1 % — особи у віці 65 років та старші. Медіана віку мешканця становила 49,0 року. На 100 осіб жіночої статі у місті припадало 100,4 чоловіків;  на 100 жінок у віці від 18 років та старших — 98,8 чоловіків також старших 18 років.
Середній дохід на одне домашнє господарство  становив 67 799 доларів США (медіана — 51 171), а середній дохід на одну сім'ю — 86 835 доларів (медіана — 63 250). Медіана доходів становила 47 578 доларів для чоловіків та 44 643 долари для жінок. За межею бідності перебувало 6,4 % осіб, у тому числі 3,0 % дітей у віці до 18 років та 10,4 % осіб у віці 65 років та старших.
Цивільне працевлаштоване населення становило 890 осіб. Основні галузі зайнятості: освіта, охорона здоров'я та соціальна допомога — 21,6 %, виробництво — 18,8 %, роздрібна торгівля — 14,5 %, будівництво — 12,2 %.